# Curcuma zedoaria
La zedoària (Curcuma zedoaria (Christm.) Roscoe, 1807) è una pianta erbacea perenne  della famiglia delle Zingiberacee, originaria di India Bangladesh e Himalaya orientale.

## Descrizione

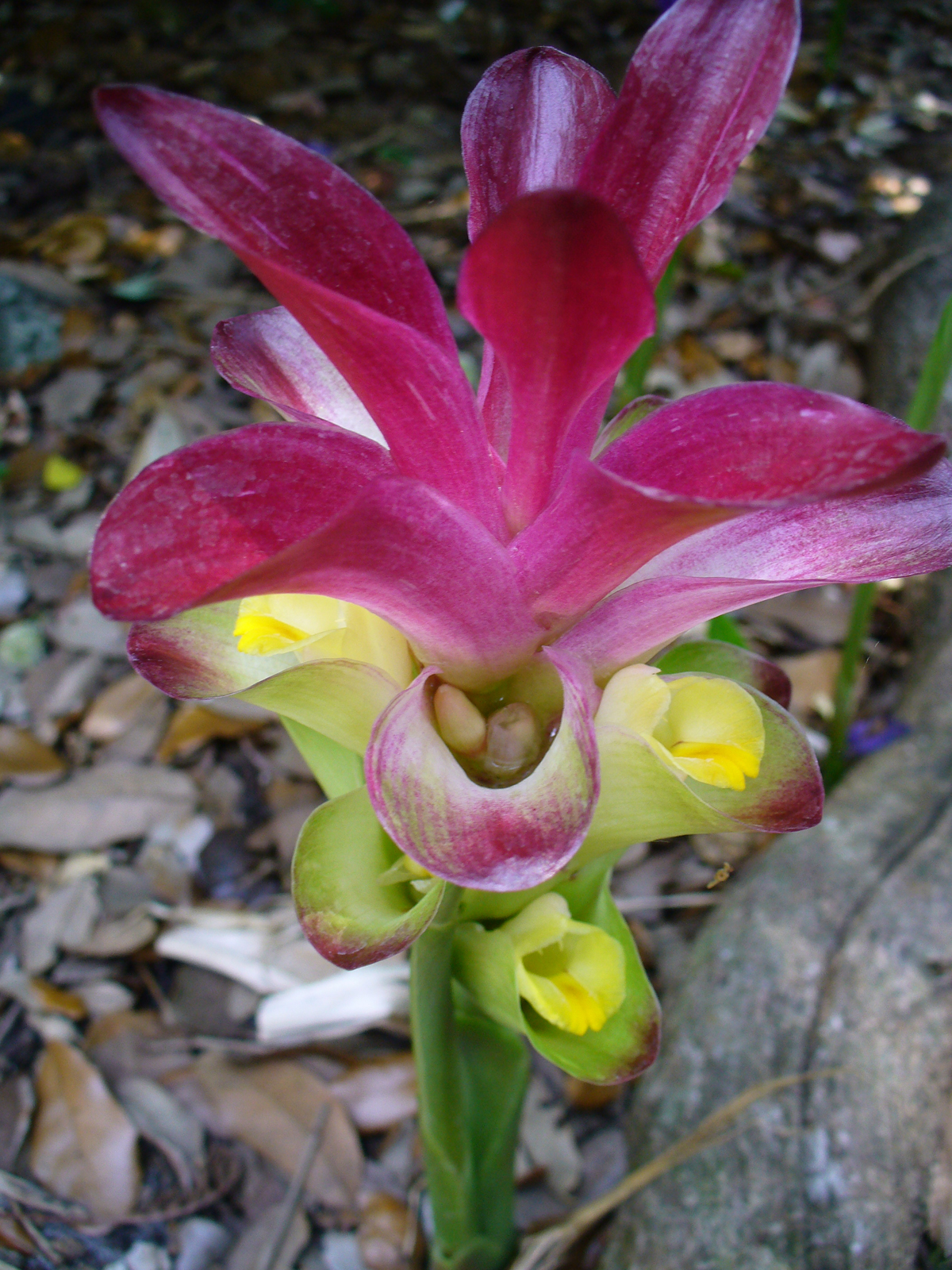
Infiorescenza

La zedoaria presenta un grosso rizoma da cui si originano sia rami sterili con foglie lanceolate sia rami fertili con fiori bianco-giallastri con sfumature porporine, terminanti con un ciuffo di brattee bianco-porporine.

## Usi
Talvolta impiegata in cucina come spezia, rientra nella composizione di alcuni liquori amaro-tonici, possedendo una spiccata azione sull'apparato digerente come eupeptico e carminativo.